# Качановский, Эдуард Алексеевич
Эдуард Алексеевич Качановский (род. 13 сентября 1973, Смоленск) — мэр города Смоленска (2009—2010).

## Биография
Родился в семье военнослужащего. В 1991—1993 годах служил в армии. Работал автослесарем, менеджером. В 1999 году окончил Смоленский филиал Всероссийского заочного финансово-экономического института по специальности экономист. В 1998—2009 годах работал заместителем директора, директором ООО «Стройоптторг». В 2005—2007 годах был депутатом Смоленского городского Совета, в 2007—2009 годах — Смоленской областной Думы.
1 марта 2009 года избран мэром города Смоленска. В ходе предвыборной кампании был исключен из партии «Единая Россия», после победы на выборах снова стал её членом.

### Уголовное дело
26 февраля 2010 года был задержан, 28 февраля арестован по решению суда по обвинению в коррупции.
2 июня коллегия по гражданским делам Смоленского областного суда уволила мэра Смоленска в связи с тем, что он, в нарушение закона, не прекратил предпринимательскую деятельность, которой ранее активно занимался (продажа стройматериалов и проч.).
23 июня бывший мэр объявил бессрочную голодовку после того, как суд вынес решение о продлении срока его ареста. По словам Качановского, он считает решение суда произволом. В то же время сторона обвинения утверждает, что на свободе бывший мэр мог бы организовать преследование свидетелей, а также другого обвиняемого — своего бывшего заместителя Валерия Осипова.
18 августа приговорен к условному сроку заключения вице-мэр Смоленска Валерий Осипов, который признан виновным в вымогательстве в качестве взятки трёхкомнатной квартиры у директора строительной организации.
В апреле 2011 года Качановский был приговорён к четырём годам колонии и выплате штрафа.
25 ноября 2013 года освободился из заключения.